# Issa Doumbia (football)
Pour les articles homonymes, voir Doumbia.
Cet article concerne un footballeur italien. Pour l'acteur et humoriste français, voir Issa Doumbia.
Issa Doumbia, né le 16 octobre 2003 à Treviglio en Italie, est un footballeur italien, qui évolue au poste de milieu central au Venise FC.

## Biographie

### UC AlbinoLeffe
Né à Treviglio en Italie, Issa Doumbia est formé par l'UC AlbinoLeffe. Il joue son premier match avec l'équipe première le 15 septembre 2021, lors d'une rencontre de Coppa Italia Serie C face au Pro Vercelli. Il est titularisé lors de cette rencontre remportée par son équipe après une séance de tirs au but.
Doumbia marque son premier but le 20 février 2022 lors d'une rencontre de championnat face à l'US Pergolettese 1932. Titulaire, il ouvre le score et les deux équipes se neutralisent (1-1 score final).
Le 31 janvier 2023 il signe son premier contrat professionnel, le liant au club jusqu'en juin 2026.

### Venise FC
Le 29 juin 2024, Issa Doumbia rejoint le Venise FC pour un contrat de cinq ans, soit jusqu'en juin 2029.
C'est avec ce club qu'il découvre la Serie A, l'élite du football italien, jouant son premier match dans cette compétition le 15 août 2024 face à l'ACF Fiorentina en entrant en jeu à la place de Mikael Egill Ellertsson (0-0 score final). Le jeune joueur parvient à convaincre Eusebio Di Francesco de l'utiliser régulièrement dans la rotation au milieu de terrain avec des prestations remarquées.

### En sélection
En mars 2025, Issa Doumbia est convoqué pour la première fois avec l'équipe d'Italie espoirs.